# 島根県道228号平田停車場線
島根県道228号平田停車場線（しまねけんどう228ごう ひらたていしゃじょうせん）は、島根県出雲市を通る一般県道である。

## 概要
一畑電車北松江線 雲州平田駅から島根県道232号小伊津港線交点に至る。
一畑電車北松江線 雲州平田駅は1914年（大正3年）4月29日（開業時） - 1970年（昭和45年）9月30日の駅名だった。1970年（昭和45年）10月1日から平田市駅に改称されたが、平田市が出雲市および簸川郡のうちの斐川町を除く4町（湖陵町・佐田町・大社町・多伎町）と対等合併し、出雲市になったことから2005年（平成17年）3月22日から元に戻された。駅名改称を2度経ているが、路線名称は1958年（昭和33年）以来一切変更されていない。

### 路線データ
- 起点：出雲市平田町（雲州平田駅前交差点（一畑電車北松江線 雲州平田駅前）、国道431号交点）
- 終点：出雲市平田町（中本町交差点、島根県道232号小伊津港線交点）
- 総延長：0.4 km

## 歴史
- 1958年（昭和33年）6月13日 - 島根県告示第525号により認定される。
- 1972年（昭和47年）頃 - 現行の県道番号に変更される。

## 路線状況

### 道路施設

#### 橋梁
- 栄橋（湯谷川、出雲市）

## 地理

### 通過する自治体
- 出雲市

### 交差する道路
| 交差する道路            | 交差する場所 | 交差する場所              |
| ----------------------- | ------------ | ------------------------- |
| 国道431号               | 平田町       | 雲州平田駅前交差点 / 起点 |
| 島根県道232号小伊津港線 | 平田町       | 中本町交差点 / 終点       |

### 沿線
- 一畑電車北松江線 雲州平田駅
- 平田郵便局
- 出雲市役所平田支所（旧：平田市役所）